# Jacques Doyen
Jacques Doyen, född 21 augusti 1943, är en fransk bågskytt. Han deltog vid olympiska sommarspelen 1972.